# Amydria abscensella
Amydria abscensella är en fjärilsart som beskrevs av Walker 1863. Amydria abscensella ingår i släktet Amydria och familjen Acrolophidae. Inga underarter finns listade i Catalogue of Life.